# Морозов, Николай Александрович (фигурист)
Никола́й Алекса́ндрович Моро́зов (родился 17 декабря 1975) — тренер и хореограф в фигурном катании, в прошлом фигурист, выступавший в танцах на льду. Заслуженный тренер России и Украины. Заслуженный работник физической культуры и спорта Украины (2006).

## Спортивная карьера
Спортивная биография Морозова несколько необычна. До 17 лет он занимался одиночным катанием в группе у Виктора Кудрявцева. Затем перешёл в танцы. Когда Федерация фигурного катания СССР распалась вместе с Советским Союзом, то тренеры получили возможность вывозить своих учеников на международные соревнования в составе федераций вновь образованных государств, так Николай Морозов стал выступать с Ольгой Першанковой за Азербайджан. С ней они заняли 21 место на Чемпионате мира в 1994 году. После Морозов вернулся в Россию и выступал за сборную РФ вместе с Екатериной Гвоздковой. Потом он опять совершил переход и оказался в команде Белоруссии в паре с Татьяной Навкой, с которой они на Олимпиаде 1998 года заняли 16 место. Затем его тренер Наталья Линичук решила поставить Навку в пару с Романом Костомаровым, а Морозов встал в пару с бывшей партнёршей Романа — Екатериной Давыдовой и ушёл к Татьяне Тарасовой. Причём обе образовавшиеся пары выступали за Россию. Однако вскоре пара с Давыдовой распалась, и Морозов решил закончить спортивную карьеру.

## Карьера тренера
После ухода из любительского спорта в 1999 году Николай Морозов начинает работать помощником тренера у Татьяны Тарасовой с Алексеем Ягудиным. Именно он поставил Ягудину программу «Зима», с которой Алексей победил на Олимпиаде 2002 года в Солт-Лейк-Сити. У Тарасовой Николай работал с Изабель Делобель — Оливье Шонфельдер, Сашей Коэн, Сидзукой Аракавой.
В 2003 году дуэт с Тарасовой распался, после того как выяснилось, что Морозов поставил программу Мишель Кван, в то время как Тарасова тренировала основную конкурентку Кван — Сашу Коэн. После раскола с Тарасовой Морозов стал ставить программы всем желающим. Его клиентами были Мишель Кван, Такэси Хонда, Бриан Жубер, Елена Грушина — Руслан Гончаров, Дайсукэ Такахаси, Мики Андо, Ше-Линн Бурн — Виктор Краатц и другие.

## Личная жизнь
Николай Морозов был женат дважды (по некоторым источникам — трижды). От бывшей жены, французской фигуристки Каролин Дуарен (фр. Caroline Douarin) у него есть дочь — Аннабель Николь Морозов, 2001 года рождения, также фигуристка. С августа 2005 года по июль 2007 года Морозов был женат на своей подопечной Ше-Линн Бурн.
В мае 2016 года фигурист в очередной раз вступил в брак: на сей раз его избранницей стала российская фигуристка Василиса Даванкова. Однако, и этот союз вскоре распался.

## Награды и звания
- Орден «За заслуги перед Отечеством» IV степени (24 марта 2014 года) — за большой вклад в организацию подготовки и проведения XXII Олимпийских и XI Параолимпийских зимних игр 2014 года в Сочи и обеспечение успешного выступления сборных команд России[3].
- Заслуженный работник физической культуры и спорта Украины (16 марта 2006 года) — за достижение высоких спортивных результатов, подготовку призёров XX зимних Олимпийских игр в г. Турине (Итальянская Республика), поднятие международного престижа Украины[4].

## Спортивные достижения
(С Т. Навкой за Белоруссию)
| Соревнования            | 1996—1997 | 1997—1998 |
| ----------------------- | --------- | --------- |
| Зимние Олимпийские игры |           | 16        |
| Чемпионаты мира         | 14        | 10        |
| Чемпионаты Европы       | 12        | 10        |
| Cup of Russia           | 6         | 3         |
| Мемориал Карла Шефера   |           | 1         |
| Чемпионаты Белоруссии   | 1         | 1         |

(с О.Першанковой за Азербайджан)
| Соревнования     | 1993—1994 |
| ---------------- | --------- |
| Чемпионат мира   | 21        |
| Чемпионат Европы | 21        |